# Union nationale africaine du Kenya
Pour les articles homonymes, voir Union nationale africaine.
L' Union nationale africaine du Kenya, en anglais la Kenya African National Union, abrégée KANU est un parti politique du Kenya né en 1960 de l'alliance de trois autres partis : le Kenya African Union (KAU), le Kenya Independent Movement et le People's Congress Party.
Jomo Kenyatta, qui était le président et le fondateur du KAU, en devient le premier président